# Барятинский, Виктор Иванович
Князь Ви́ктор Ива́нович Баря́тинский (4 [16] июня 1823 — 8 [21] мая 1904) — капитан 1-го ранга, участник обороны Севастополя, командир брига «Эней», флаг-офицер В. А. Корнилова и П. С. Нахимова, автор воспоминаний о Синопском сражении и Крымской войне.

## Биография
Князь Виктор Иванович родился в 1823 году в родовом имении князей Барятинских, селе Ивановском Курской губернии. Его отец, князь Иван Иванович (1767—1825), был послом в Мюнхене. Мать, Мария Фёдоровна, урождённая графиня Келлер, была известной благотворительницей.
На втором году жизни Виктор лишился отца. Благодаря попечениям своей матери и старшего брата князя Александра Ивановича (впоследствии фельдмаршала), князь Виктор Иванович получил основательное, вполне классическое образование и затем, окончив в 1841 году курс Санкт-Петербургского университета, пошёл по собственному желанию на морскую службу и вскоре мичманом поступил в Черноморский флот, находившийся тогда в апогее славы, под командованием адмирала М. П. Лазарева.
Князь Виктор Иванович вскоре приобрёл репутацию отличного парусного офицера и обратил на себя внимание адмиралов Лазарева, Корнилова, Нахимова и других. Живя в Севастополе, а позднее в Греции, во время заграничного плавания, князь посвящал свободное от службы время и свои средства археологическим изысканиям и первый стал производить раскопки Херсонеса Таврического, давшие впоследствии такую обильную жатву, а в Афинах он первый определил в точности место, где должен был находиться у подножия Акрополя театр Дионисия. Только уход его судна из Греции помешал ему дорыться до той глубины, где впоследствии действительно и был найден этот театр известным археологом Шлиманом. Театр этот является теперь одной из достопримечательностей Афин.
Вернувшись в Севастополь, князь Виктор Иванович обзавёлся собственной большой яхтой. Яхта эта, парусная шхуна в 160 тонн, «Ольвия», была выстроена в Николаеве по чертежам и под присмотром самого адмирала Лазарева. В числе отборной команды яхты, командиром которой был сам князь Барятинский, находился знаменитый матрос Кошка, прославившийся во время осады Севастополя.
Перед началом Крымской войны адмирал Корнилов взял к себе во флаг-офицеры князя Виктора Ивановича. Ему, таким образом, пришлось быть с Корниловым на пароходе «Одесса», преследовавшем турецкий пароход «Таиф», и по этой причине поспевшем только к самому концу Синопского боя. Пришлось ему быть и на пароходе-фрегате «Владимир» во время боя этого парохода с турецким пароходом «Перваз-Бахри», сдавшимся в плен.
В Синопе, присутствуя при догорании турецкого флота с балкона флагманского корабля «Императрица Mapия», Нахимов поручил князю Виктору Ивановичу нарисовать представлявшийся эффектный вид, и этот рисунок послужил Айвазовскому канвою для писания картины Синопского боя, висящей в Зимнем дворце. Об этом случае и о некоторых других из эпохи войны рассказал сам князь Виктор Иванович в статье, напечатанной в газете «Крымский вестник» 3 декабря 1888 года. Сколько помнится, это единственное попавшее в печать произведение пера князя Виктора Ивановича. Впоследствии он стал записывать свои воспоминания, которые были изданы в 1904 году. Написаны они слогом ясным и живым, с сердечностью, некоторые из них и подчас с тонким присущим ему юмором.
В 1853 году Барятинский стал первым офицером, который с начала военных действий Крымской (Восточной) войны был награждён золотом оружием с надписью «За храбрость». За отличие в Синопском сражении он был пожалован орденом Святого Владимира 4-й степени с бантом.
8 сентября 1854 года князь, посланный из Севастополя с поручением от Корнилова, находился в свите князя Меншикова, во время Альминского сражения и затем в Севастополе во время первой бомбардировки. 5 октября исполнял он поручения Корнилова, в этот же день сраженного ядром на Малаховом кургане. По кончине Корнилова его взял к себе на туже должность П. С. Нахимов, и он оставался в Севастополе почти все время осады, и тут же, по кончине Нахимова, заболев тяжко тифом, был вывезен из Севастополя для излечения болезни.
После падения Севастополя, осенью 1855 года, он женился и получил в командование батареи в Николаеве. По заключении мира, за уничтожением любимого им Черноморского флота, князь вышел в отставку с чином капитана 1-го ранга и с тех пор проживал в Одессе и в своём любимом Курском поместье селе Груновке (Суджанского уезда), где много трудился над его устройством и украшением. Живя в уезде, он ревностно занимался общественными делами в качестве почётного мирового судьи и земского гласного.

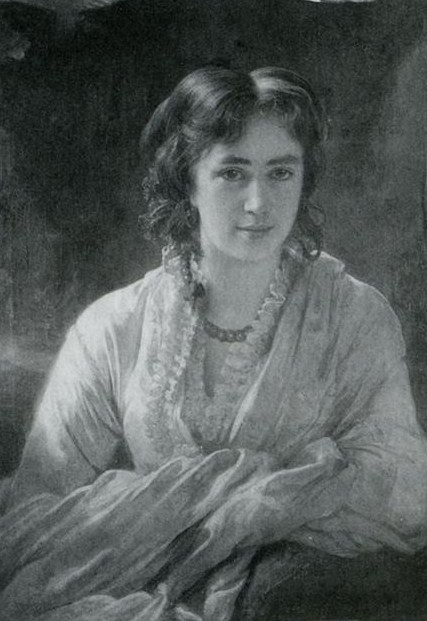
Мария Аполлинарьевна

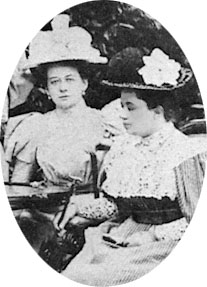
Дочери Мария и Ольга

Последние 12 лет князь Виктор Иванович провёл почти безвыездно за границей, преимущественно в Риме (в городском палаццо своих итальянских родственников Киджи). Нуждался в теплом климате вследствие расстроенного здоровья. Умер 8 мая 1904 года в Риме после долголетней болезни (от нефрита), на 81 году жизни. Похоронен в родовой усыпальнице в  селе Ивановском Курской губернии.

## Семья
Жена (с 1855) — Мария Аполлинарьевна Бутенева (1835—14.10.1906), фрейлина двора (1852), дочь известного дипломата А. П. Бутенева (1787—1866). «Княгиня Кокона», как её называла кормилица-гречанка, а потом и другие близко знавшие её люди, родилась в Константинополе, а детство провела в Риме, где в совершенстве выучила итальянский язык. По словам современников, княгиня Барятинская была красавица и лицом и душой. Будучи высококультурной женщиной, в своём римском палаццо она держала салон, который неизменно посещали все русские в Италии. Активно участвовала в художественной и культурной жизни Рима, интересовалась археологией и античным искусством, состояла почётный членом Библиотеки Гоголя. Скончалась от болезни сердца в Лозанне. В браке имела детей:
- Иван (1857—1915), националист, член Государственной думы.
- Мария (1859—1932), художница.
- Виктор (1861—31.08.1915), пианист-любитель, 11 января 1891 года[10] женился в Крыму на дочери генерала Софье Николаевне Кахановой (1868—1938). Супруги жили в римском палаццо Киджи на Корсо. По словам современника, «музыка, как лава, исходила из него, когда он садился за фортепиано и был в духе, что бывало отнюдь не всегда; круглота его звука была совсем исключительная»[7]. Умер в Веве от болезни почек, похоронен на местном кладбище Св. Мартина. Позже его прах был перенес к жене на кладбище Тестаччо.
- Леонилла (1862—1947), фрейлина, замужем (с 26.08.1894) за князем Андреем Августовичем Голицыным (1867—1936).
- Ольга (1865—1932), художница.